# Paralimnophila victoria
Paralimnophila victoria är en tvåvingeart som först beskrevs av Alexander 1922.  Paralimnophila victoria ingår i släktet Paralimnophila och familjen småharkrankar. Inga underarter finns listade i Catalogue of Life.